# Pouteria altissima
Pouteria altissima é uma espécie de planta na família Sapotaceae. É encontrada em Burundi, África, Congo, Etiópia, Gabão, Gana, Guiné, Quênia, Nigéria, Ruanda, Serra Leoa, Sudão, Tanzânia e Uganda.